# Ivica Kalinić
Ivica Kalinić (Spalato, 26 marzo 1956) è un allenatore di calcio ed ex calciatore croato, di ruolo difensore.

## Carriera
Difensore centrale o terzino sinistro, durante la sua carriera ha giocato per Hajduk Spalato, Maribor, Osijek, Tirol Innsbruck e Grazer AK, appendendo gli scarpini al chiodo nel 1990. Vanta 77 presenze e 7 reti in Bundesliga e 15 incontri nelle competizioni calcistiche europee.
Da allenatore si ritrova nello staff tecnico dell'Hajduk Spalato per diversi anni, facendo esperienze in Croazia, Bosnia, Emirati Arabi Uniti e Ucraina. Dal 2010 al 2012 è stato il direttore generale dell'Hajduk Spalato.

## Palmarès

### Giocatore

#### Competizioni nazionali
- Coppa di Jugoslavia: 1

Hajduk Spalato: 1976-1977

### Allenatore

#### Competizioni nazionali
- Coppa di Bosnia: 1

Široki Brijeg: 2006-2007